# Józef Skalski
Józef Skalski (ur. 9 listopada 1886 w Ksawerze (obecnie dzielnica Będzina), zm. 2 stycznia 1973) – polski górnik i działacz robotniczy. 

## Życiorys
Ukończył trzyklasową szkołę powszechną i rozpoczął pracę w kopalni Paryż. W 1905 roku wstąpił do SDKPiL. W maju 1907 roku uczestniczył w udanym zamachu na carskiego wachmistrza policji w Czeladzi. Został aresztowany i po osądzeniu zesłany w głąb Rosji, skąd zbiegł i powrócił do Dąbrowy Górniczej. W 1917 roku agitował przeciwko wojnie, za co zmuszono go do opuszczenia zaboru austriackiego. W 1918 roku ponownie zamieszkał w Dąbrowie Górniczej i został wybrany na komisarza Czerwonej Gwardii, za co 23 lutego 1919 roku aresztowano go i osądzono. W okresie międzywojennym działał w związkach zawodowych i współorganizował strajki robotnicze.
W 1943 roku został członkiem Polskiej Partii Robotniczej i Gwardii Ludowej. Po II wojnie światowej związał się z Będzinem, gdzie objął stanowisko dyrektora huty Feniks, został członkiem Rady Miejskiej i Komitetu Miejskiego PZPR.

## Ordery i odznaczenia
- Order Krzyża Grunwaldu
- Order Sztandaru Pracy I klasy
- Krzyż Komandorski z Gwiazdą Orderu Odrodzenia Polski
- Order Sztandaru Pracy II klasy
- Złoty Krzyż Zasługi
- Srebrny Krzyż Zasługi (dwukrotnie: po raz drugi 1 maja 1952)[1]

## Upamiętnienie
Był patronem ulic w następujących miastach: Będzinie (w 2017 roku nazwę ulicy zmieniono na Stanisława Skalskiego), Dąbrowie Górniczej (w 2018 roku nazwę zmieniono na Stanisława Skalskiego) i Gliwicach (w 2021 roku nazwę zmieniono na Ezopa).